# Bonarcado
Bonarcado (sardinsky: Bonàrcadu) je italská obec (comune) v provincii Oristano v regionu Sardinie. Nachází se ve výšce 284 metrů nad mořem a má přibližně 1 500 obyvatel. Rozloha obce je 28,41 km².